# Hřib medotrpký

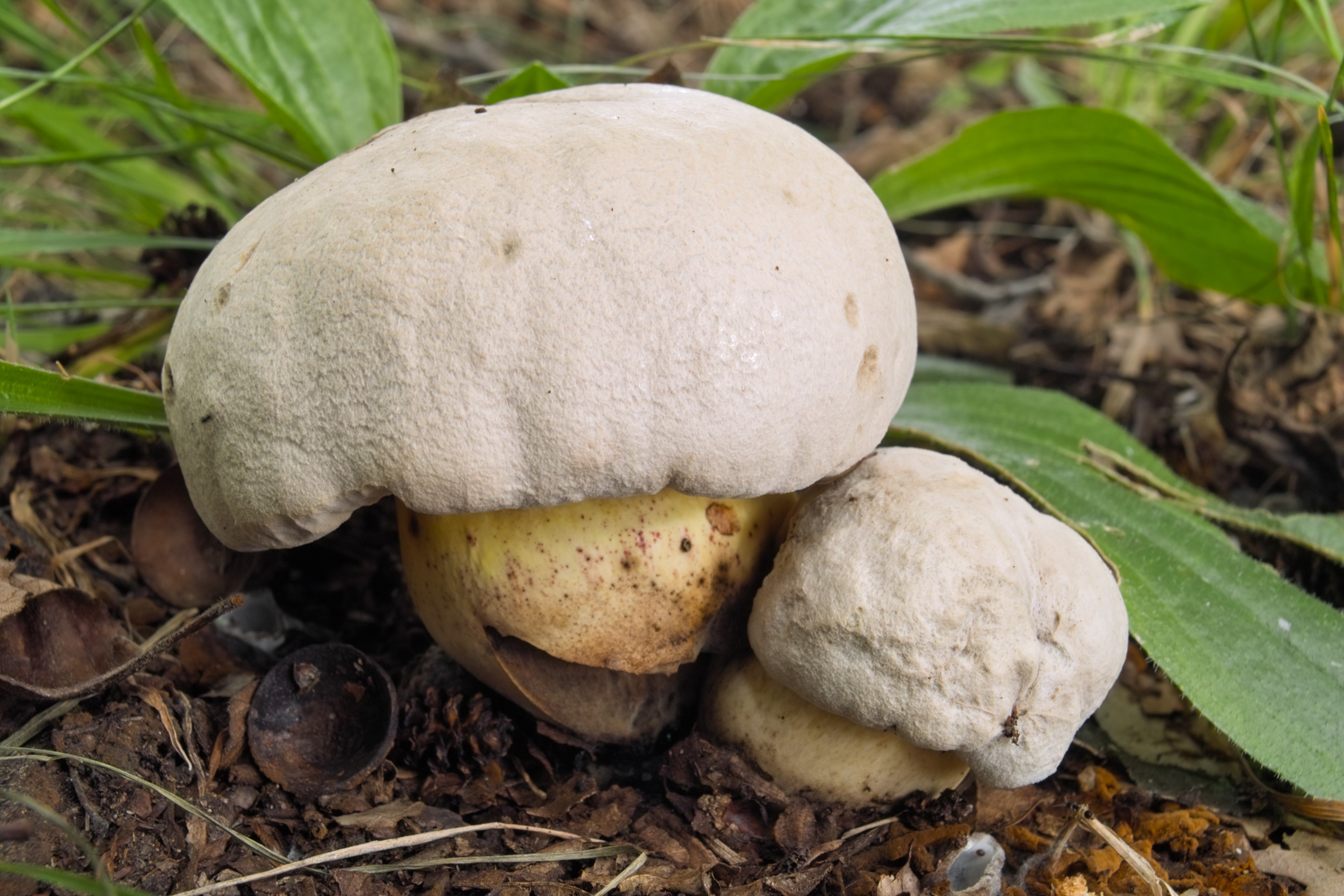
Hřib medotrpký – mladé plodnice

Hřib medotrpký (Caloboletus radicans (Pers.) Vizzini 2014) je nepříliš hojná nejedlá houba z čeledi hřibovitých. Patří do skupiny barevných a modrajících hřibů dříve řazené do sekce Calopodes rodu Boletus. Vyskytuje se pouze v teplých listnatých lesích nebo na hrázích rybníků v nížinách a pahorkatinách. Pro výrazně hořkou chuť je nepoživatelný, někdy je uváděn i jako slabě jedovatý. Výrazným poznávacím znakem je žluté zabarvení třeně a bílý až světle hnědý povrch klobouku.

## Synonyma
- Boletus albidus Roques[1][2][5] 1832[6]
- Boletus amarus Pers. 1801[6]
- Boletus amarus[5] Pers. ex Vitt.[1]
- Boletus candicans
- Boletus dulcis Krbh.
- Boletus pachypus Fr. 1815[6]
- Boletus radicans Pers.: Fr.[2][5]
- Boletus radicans Pers. ec Fr. s Kallenb.
- Boletus radicans var. pachypus (Fr.) Bon 1985[6]
- Boletus reticulatus var. albus (Pers.) Hlaváček 1994[6]
- Boletus suspectus Krombh. s. Smotl.[1]

české názvy
- hřib bělostný[2][5]
- hřib brotanový
- hřib kořenový
- hřib kříšťovitý
- hřib medotrpký[2][5]
- hřib podezřelý[5]
- modrák hořký[7]
- modrák trojpásý[7]

## Vzhled

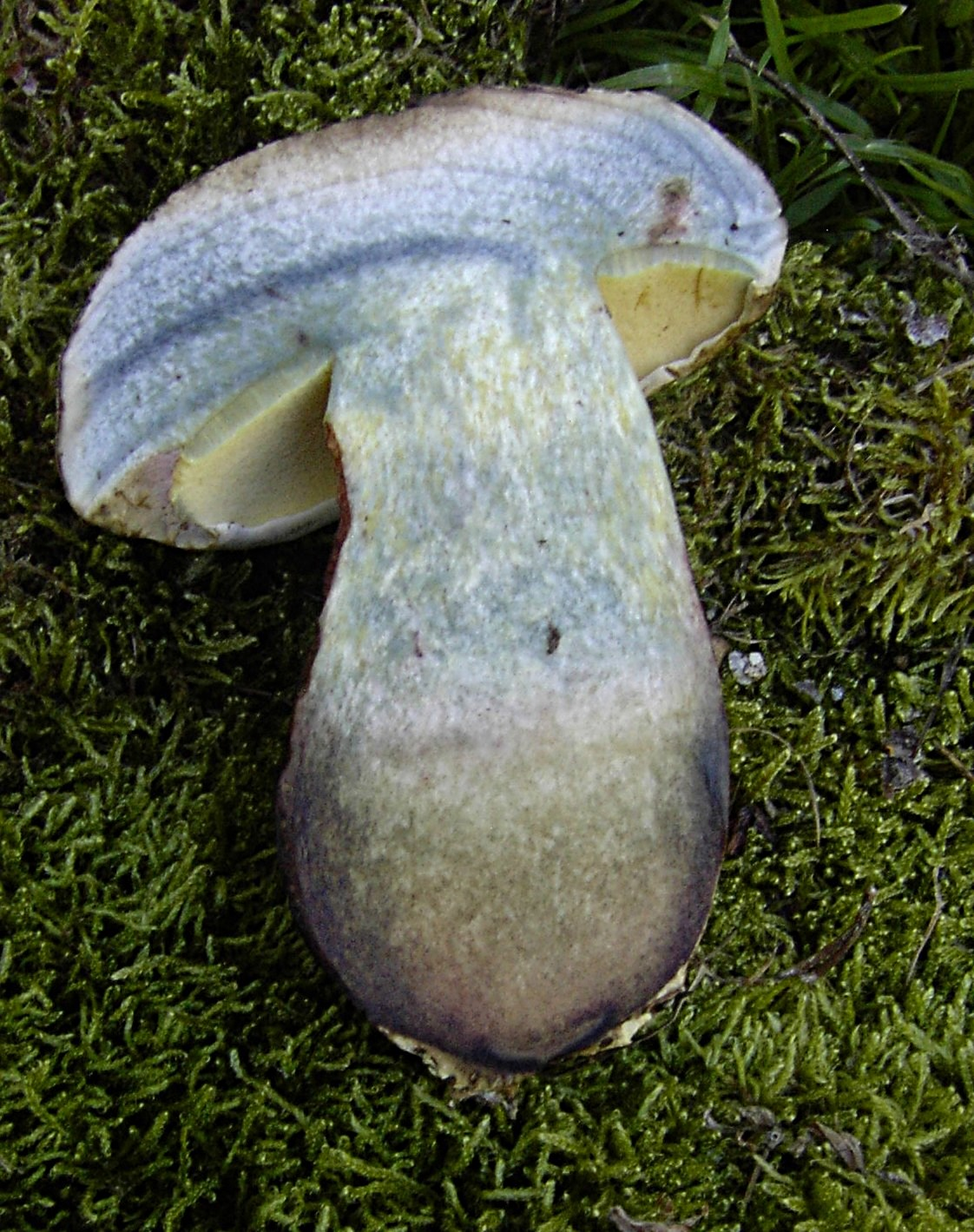
Dužnina po rozkrojení modrá

### Makroskopický
Klobouk o rozměrech 60 - 160 (220) milimetrů je v mládí bílý až šedavě bílý, plstnatý. Starší plodnice (zvlášť v důsledku deštivého počasí) či exempláře rostoucí na slunci mohou plstnatou vrstvu ztrácet a vykazovat béžový, krémový až nahnědle skvrnitý vzhled.
Rourky jsou v mládí světle žluté, později citronově žluté. U starších plodnic získávají žlutoolivový nebo žlutookrový odstín. Na řezu či otlaku modrají.
Třeň bývá na povrchu citronově žlutý (stářím bledne), v horní části často vykazuje červené nebo hnědočervené tečkování. Vyskytnout se může i načervenalý prstencový pásek. Žlutá (při dotyku tmavnoucí) síťka v horní části třeně může chybět.
Po rozkrojení nebo poškození dužnina modrá (modrozelený inkoustový odstín). V místech okusu nebo staršího poškození může být patrné růžové zabarvení. Chuť dužniny je po chvíli hořká, zprvu však může působit nasládle. Vůně je za čerstva nevýrazná, ve stáří nebo při zasychání však plodnice páchnou. Charakter zápachu bývá popisován různě, objevuje se přirovnání ke karbolu (fenolu) nebo častěji k močovině¹), případně bývá pach charakterizován jako nakyslý, nepříjemný a podobně.
¹) Močovina sama o sobě není cítit, typický zápach vzniká jejím bakteriálním rozkladem, při kterém se uvolňuje čpavek a další látky.
Hřib medotrpký často tvoří srostlice více plodnic.

### Mikroskopický
Výtrusy dosahují rozměrů (10) 11 - 14 (16) × (4) 4,5 - 6 (6,5) µm. Jsou elipsovité, na povrchu hladké. Pokožku klobouku kryjí trichodermální hyfy, které ve stáří obvykle kolabují.

## Výskyt

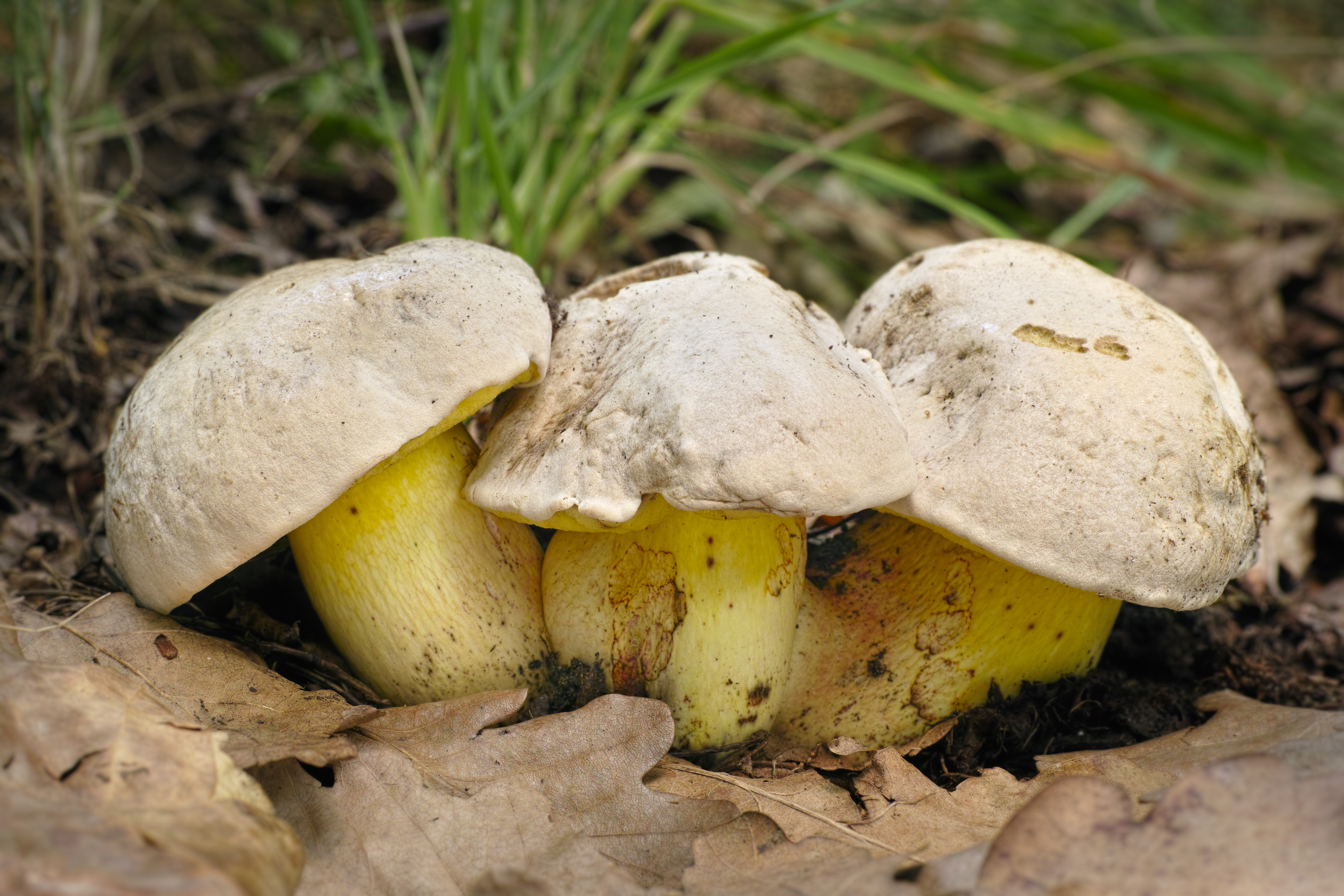
Srostlice více plodnic jsou pro tento druh typické (PR Vrbenské rybníky)

Hřib medotrpký není příliš hojný, rozšířený je roztroušeně spíše v nižších polohách a pahorkatinách. Vyskytuje se ve světlých listnatých lesích, v parcích a na hrázích rybníků. Pilát jej uváděl mezi druhy xerotermních dubohabrových hájů na vápencích. Obvykle je vázaný na duby, méně často na buky či lípy. Podhoubí může na stejném místě vydržet řadu let. Plodnice se objevují od července do září.

## Rozšíření

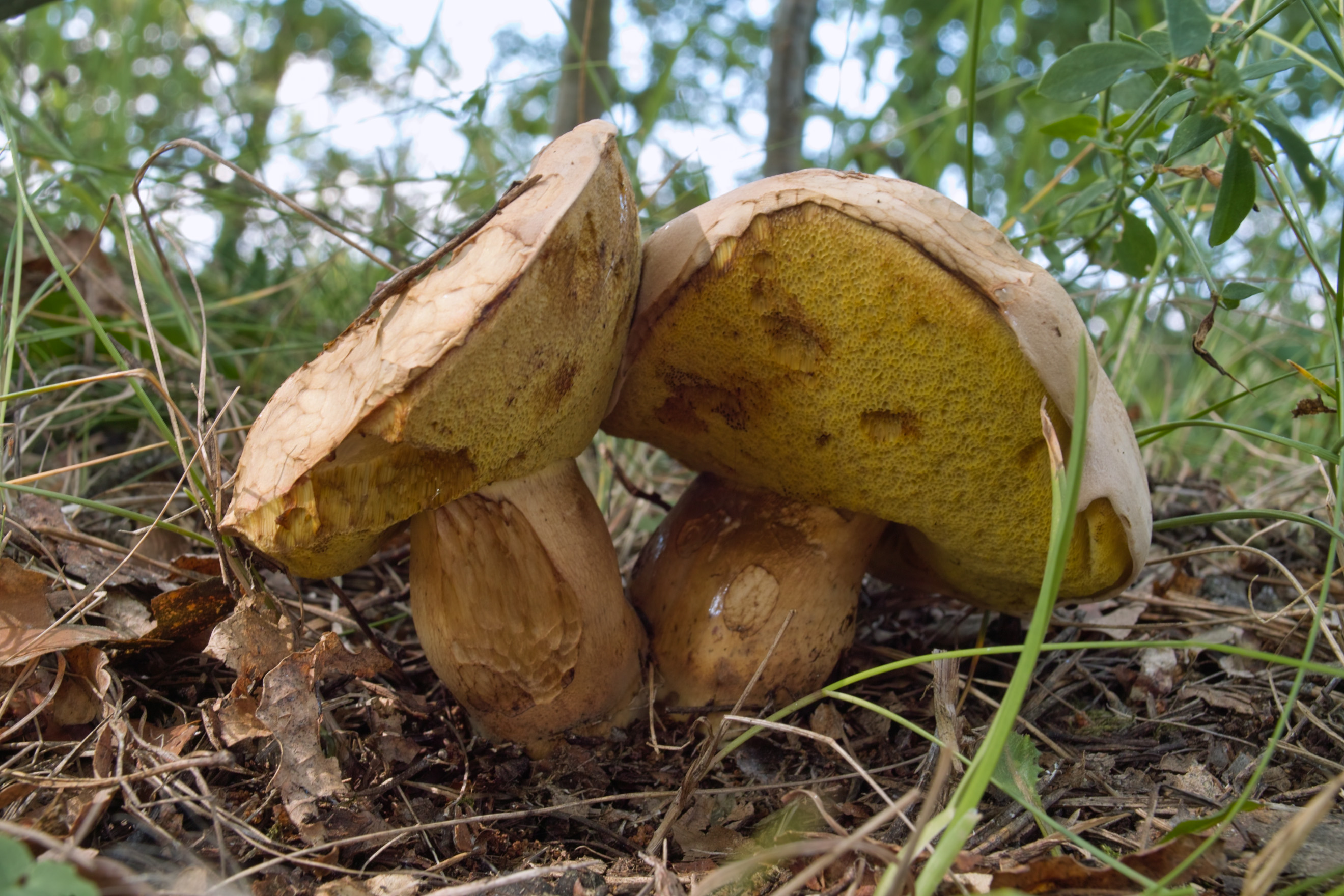
Starší plodnice hřibu medotrpkého v NPP Luční

Roste v Evropě a Severní Americe (Kanada, USA). Z Evropských států jsou to: Česká republika, Dánsko, Chorvatsko, Itálie, Maďarsko, Německo, Norsko, Polsko, Rakousko, Slovensko, Slovinsko, Spojené království, Španělsko a Švédsko.
V rámci chráněných území České republiky byl hřib medotrpký popsán mimo jiné na následujících lokalitách:
- Bílé Karpaty[15] (Jihomoravský a Zlínský kraj)
- Český kras (Středočeský kraj)
  - Klapice[16] (okres Praha-východ)
  - Kulivá hora[17] (okres Praha-západ)
  - Radotínské údolí[18] (okres Praha-západ)
- Jílovka[19] (okres Česká Lípa)
- Luční[20] (okres Tábor)
- Podyjí[21] (jižní Morava)
- Velký vrch[22] (okres Louny)
- Vrbenské rybníky[23] (okres České Budějovice)
- Vyšenské kopce[24] (okres Český Krumlov)

## Záměna
Záměnu lze snadno vyloučit podle chuti dužiny, která je hořká (hořkost se nemusí projevit okamžitě při ochutnání, ale až po několika sekundách). Dalším znakem, který ale může chybět, je červené tečkování především v horní polovině třeně. Typickým projevem je zápach močoviny, který se objevuje během zasychání plodnice.
Vzhledově podobné mohou být:
- hřib Fechtnerův (Butyriboletus fechtneri) - vzácnější než hřib medotrpký, prakticky vždy na vápencovém podkladě
- hřib plavý (Hemileccinum impolitum) - poškozená dužina nemodrá, třeň vždy bez síťky
- hřib žlutý (Neoboletus luridiformis v. pseudosulphureus) - klobouk převážně žlutý, stejně tak i dužnina, třeň vždy bez síťky
- hřib koloděj prvosenkový (Suillellus luridus f. primulicolor) - klobouk převážně žlutý, výraznější síťka na třeni
- hřib satan hlohový (Rubroboletus satanas f. primulicolor) - xanthoidní forma hřibu satanu
- hřib kříšť (Caloboletus calopus) - výraznější červené zabarvení spodní poloviny třeně, spíše na kyselých podkladech

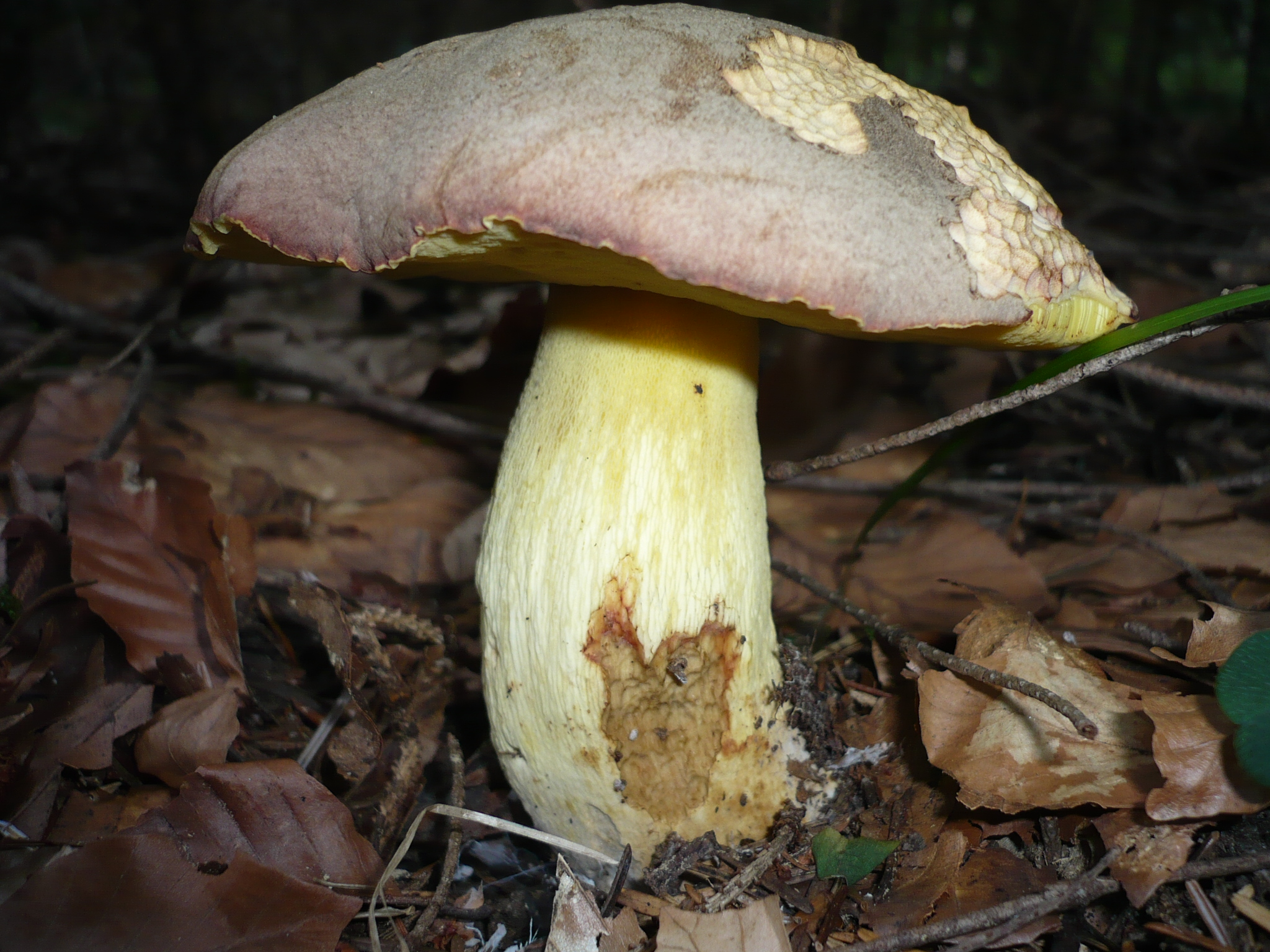
hřib Fechtnerův
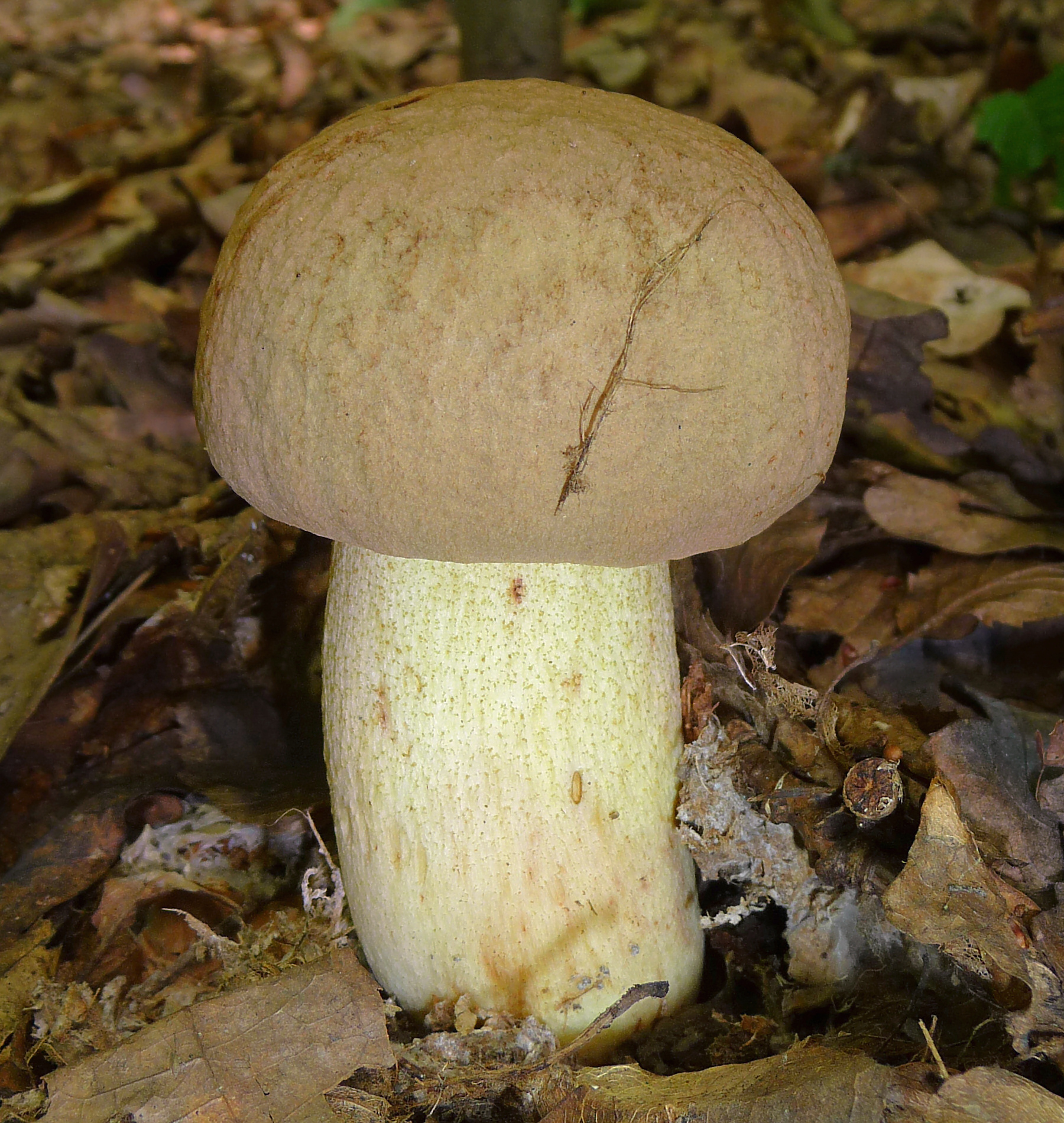
hřib plavý
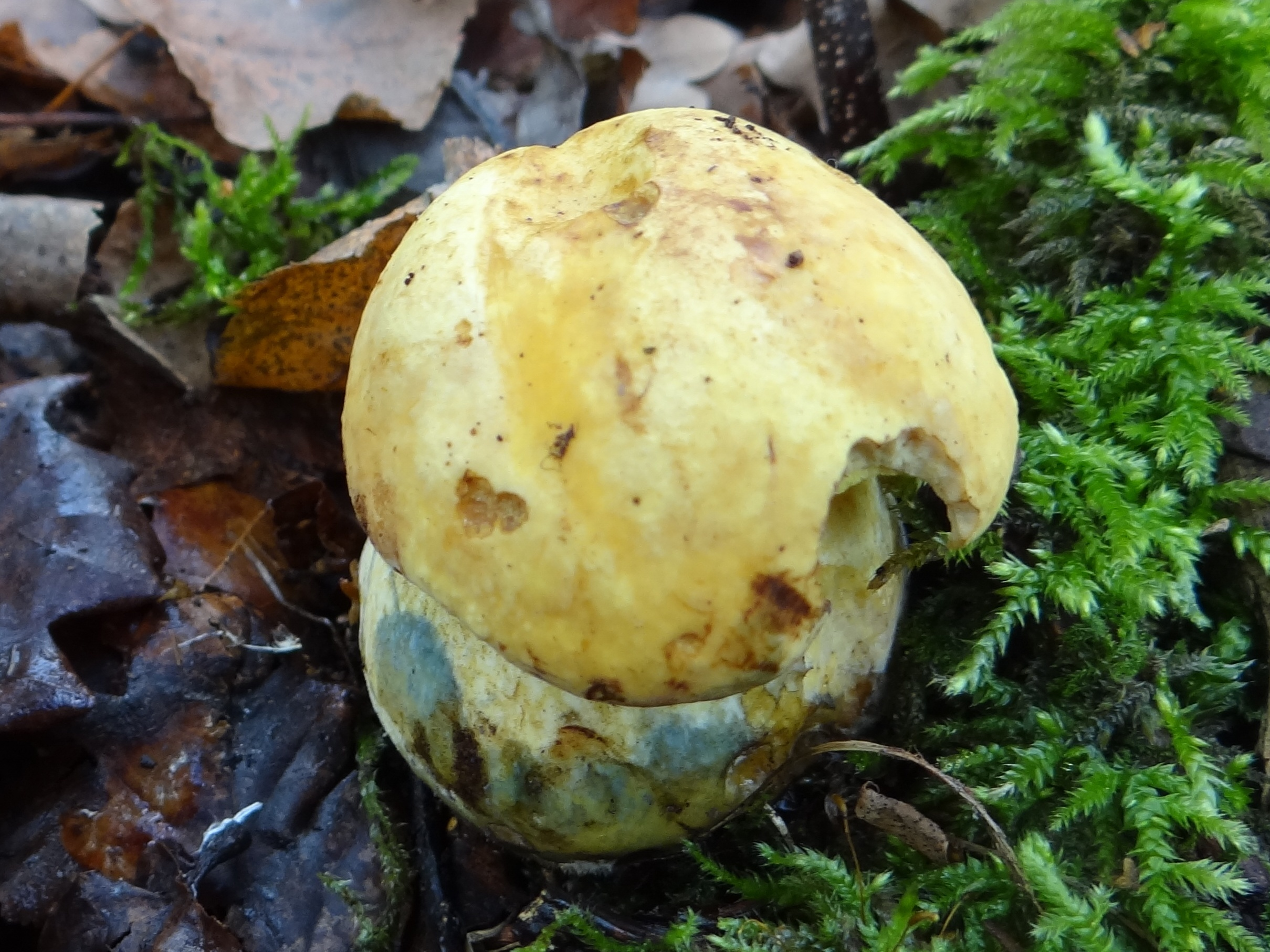
hřib žlutý
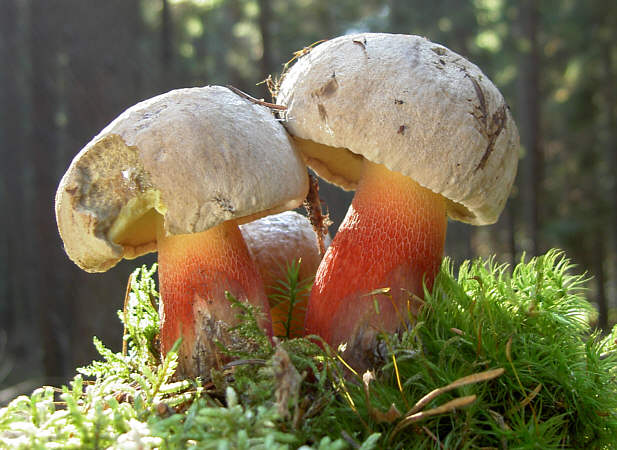
hřib kříšť

Vzhledově nejpodobnější hřib Fechtnerův je mnohem vzácnější a obvykle se vyskytuje na vápencovém podkladě (hřib medotrpký je k podloží tolerantnější). Na rozdíl od hřibu medotrpkého většinou neroste na hrázích rybníků. Liší se stříbřitě našedlým kloboukem.

## Ochrana

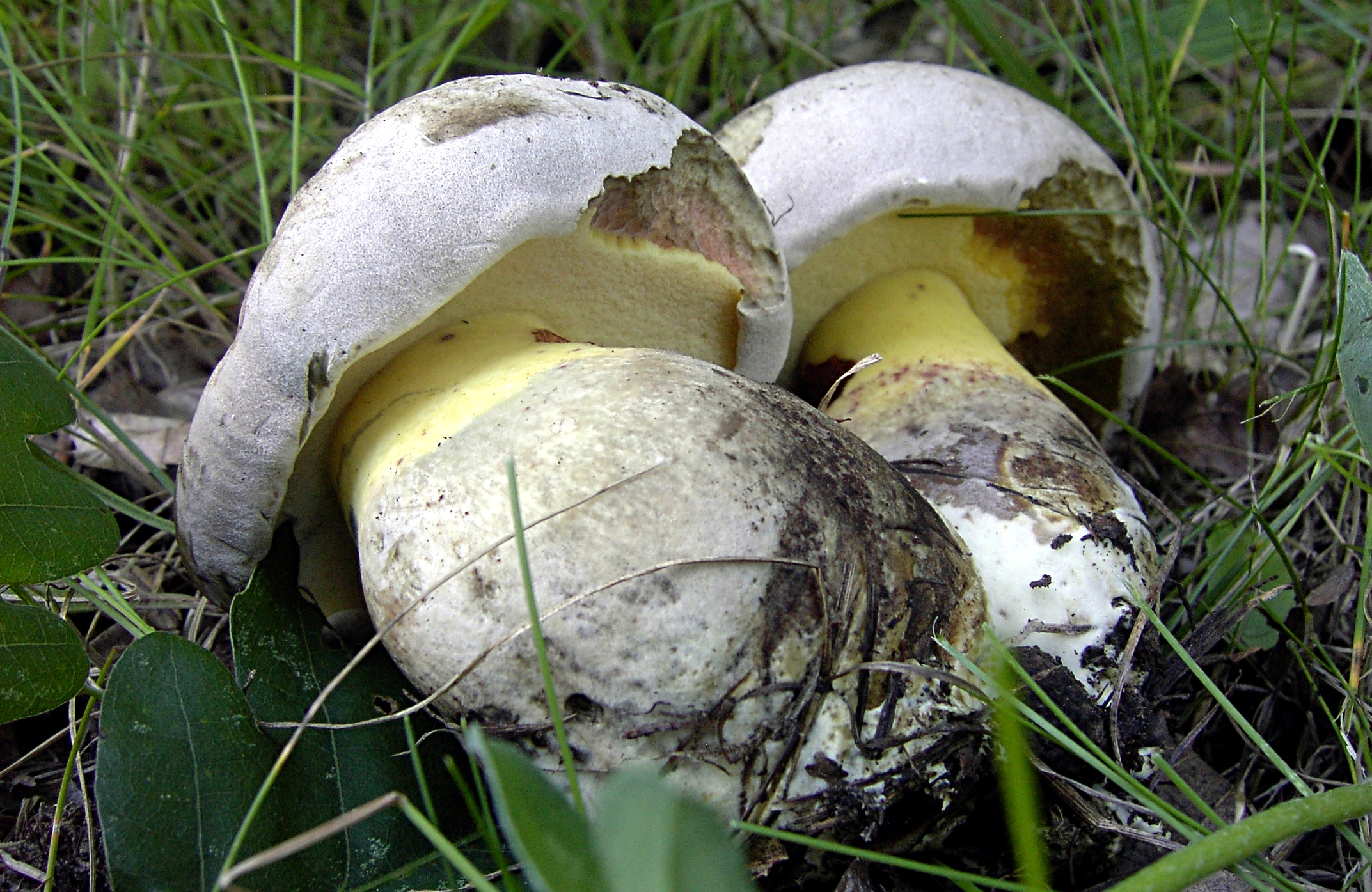
Hřib medotrpký s čistě bílým kloboukem byl dříve označován také jako hřib bělostný

Hřib medotrpký patří mezi teplomilné a suchomilné barevné hřiby. Není zákonem chráněn a není uveden ani na červeném seznamu hub, ale vzhledem k omezenému výskytu by tato houba měla být chráněna.

## Formy

### Hřib bělostný
Za samostatný druh byl dříve považován hřib bělostný (Boletus albidus), který je v současnosti považován za formou hřibu medotrpkého s čistě bílým kloboukem. Objevuje na zastíněných stanovištích (obvykle při vlhkém počasí).

### Hřib podezřelý
Forma se žlutavě-hnědým či okrově hnědým kloboukem byla označována jako hřib podezřelý (Boletus suspectus). Většinou se objevuje na slunných stanovištích.